# Abate

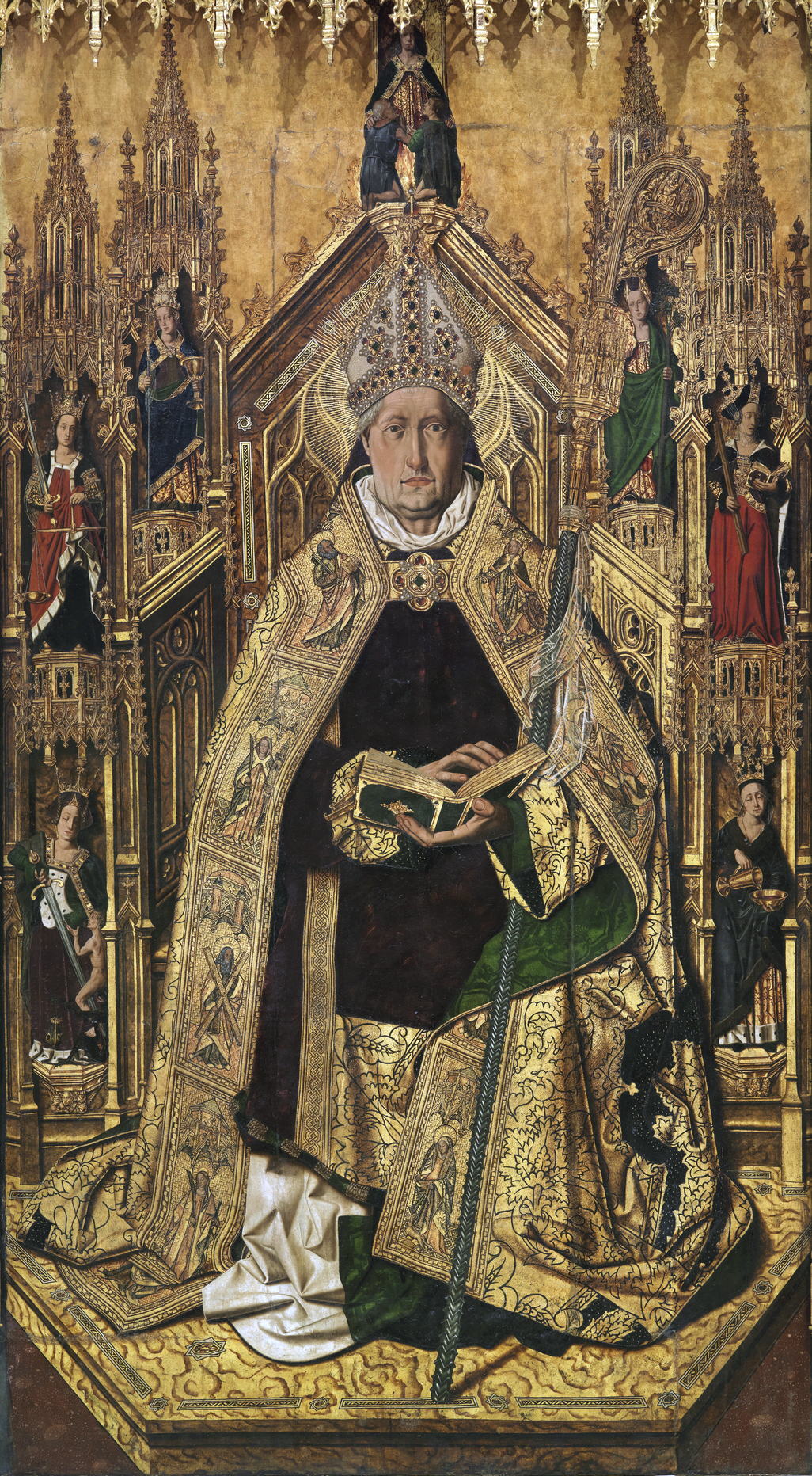
Sf. Dominic de Silos întronizat ca abate (Pictură din Muzeul Prado, sec. al XV-lea)

Abatele (din latina medievală abbas, în traducere „tată”, derivat din aramaică abbā) este superiorul unei abații sau mănăstiri, echivalentul starețului din limbajul slavon. Este numit și prior.
Termenul își are originea în mănăstirile din Siria și a fost folosit pentru prima dată în Europa de sfântul Benedict de Nursia. Inițial, el nu implica deținerea vreunei autorități asupra comunității monahale, ci era folosit ca un titlu onorific și se dădea monahilor în vârstă sau având o viață îmbunătățită. Pe măsura extinderii folosirii acestui titlu în Occident, s-a generalizat uzul său în desemnarea superiorului comunității monahale, responsabil cu administrarea temporară și spirituală a mănăstirii, care a început să se numească abație. Însemnele sale distinctive sunt asemănătoare cu cele ale unui episcop: crucea pectorală, toiagul (paterița), inelul și mitra.